# Монтекалво ин Фољија
Монтекалво ин Фољија (итал. Montecalvo in Foglia) је насеље у Италији у округу Пезаро и Урбино, региону Марке.
Према процени из 2011. у насељу је живело 197 становника. Насеље се налази на надморској висини од 329 м.

## Становништво
| 1931. | 1936. | 1951. | 1961. | 1971. | 1981. | 1991. | 2001. | 2011. |
| ----- | ----- | ----- | ----- | ----- | ----- | ----- | ----- | ----- |
| 1.536 | 1.325 | 1.506 | 1.504 | 1.693 | 2.102 | 2.249 | 2.363 | 2.700 |